# Assemblée parlementaire de la Francophonie

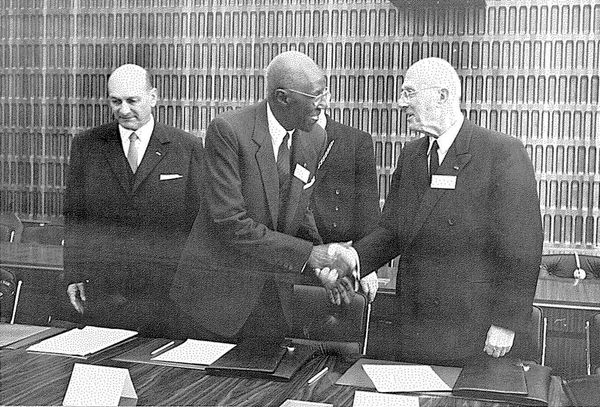
Victor Bodson, voorzitter van de Kamer van Groothertogdom Luxemburg, eerste voorzitter van de AIPLF, en Lamine Gueye, voorzitter van de Senegalese nationale assemblee, bij de eerste internationale bijeenkomst van Franstalige parlementsleden (Luxemburg, 1967)

De Assemblée parlementaire de la Francophonie (APF) is een internationaal samenwerkingsverband tussen Franstalige parlementen. De APF houdt zich onder meer bezig met het bevorderen van de democratie, de rechtsstaat en de mensenrechten, en dan specifiek voor Franstaligen. Zij vertegenwoordigt internationaal de Franstalige burgers en wil de samenwerking tussen Franstaligen bevorderen. Zij houdt zich ook bezig met het bevorderen van de Franse taal.
Binnen de parlementaire vergadering is er plaats voor debat en het uitwisselen van voorstellen en informatie van de leden. Er wordt nagedacht over politieke rechten, communicatie, economie, onderwijs, de plaats van het Frans op het internationale schaal en de belemmeringen bij het verspreiden van kennis in Franstalige landen. De APF geeft advies aan politici in Franstalige landen.
De APF heeft 48 leden. Dat zijn landen of regio's (zoals Wallonië) waar het Frans officieel of frequent gebruikt wordt. Daarnaast zijn er nog 17 geassocieerde leden. Die landen of regio's maken gebruik van het Frans in internationale betrekkingen en moedigen het gebruik, aanleren en verspreiden van het Frans aan. Verder zijn er 13 parlementen met waarnemerstatus, zoals het Benelux-parlement en het Franstalig forum van het Europees Parlement.
De APF is voortgekomen uit de Association internationale des parlementaires de langue française (AIPLF), die in 1967 in Luxemburg werd opgericht en 23 leden uit alle werelddelen vertegenwoordigde. Zij had de verspreiding van de Franse taal als doel en groeide uit tot een cultureel-pluralistische organisatie. In 1997 werd de organisatie erkend als de adviserende raad van de francofonie. In 1998 werd de AIPLF omgevormd tot het APF.
De APF maakt deel uit van de Organisation internationale de la Francophonie.